# 미무라 리에
미무라 리에(일본어: 美村里江 みむらりえ[*], 영어: Mimura Rie, 1984년 6월 15일 ~ )는 일본의 배우이다. 구예명은 미무라(ミムラ)이다. 사이타마현 후카야시에서 태어났으며, 소속사는 스타더스트 프로모션(スターダストプロモーション, STARDUST Promotion)이다.
2003년, 드라마 《비기너》 (후지 TV)의 여주인공 오디션에 합격하며, 배우 활동을 시작했다. 2006년 말부터 2년간 휴식 후, 《사이토씨》로 3년 만에 활동을 재개했다.
2006년 재일 한국인 3세인 지휘자 김성향과 결혼했으나, 2010년에 이혼했다.

## 출연

### 드라마
- 2003년 《비기너》
- 2004년 《파이어보이즈: 메구미의 다이고》
- 2004년 《이혼변호사》
- 2004년 《메다카》
- 2005년 《지금, 만나러 갑니다》 - 아이오 미오 역
- 2008년 《사이토상》
- 2009년 《제니게바》
- 2011년 《고우~공주들의 전국~》 - 호소카와 가라샤 역
- 2012년 《추정유죄》
- 2012년 《우메짱 선생》
- 2012년 《사랑하는 파리녀》
- 2013년 《잠입탐정 토가게》
- 2013년 《링크》
- 2013년 《도쿄 밴드왜건~도시 대가족 이야기》
- 2014년 《어제 밤 카레, 내일 빵》
- 2015년 《이치로》
- 2015년 《5명의 준코》
- 2016년 《별 볼 일없는 나를 사랑해 주세요》
- 2016년 《오오오카 에치젠》

### 영화
- 2004년 괭이 갈매기
- 2005년 착신아리2 (호러) - 주연 오쿠테라 코쿄
- 2005년 이 가슴 가득한 사랑을
- 2007년 사이드카의 개
- 2011년 내 어머니의 연대기
- 2011년 천국에서의 응원
- 2016년 캐논
- 2017년 그들이 진심으로 엮을 때 - 조연 히로미